# Louvilliers-en-Drouais
 Louvilliers-en-Drouais  es una población y comuna francesa, en la región de  Centro, departamento de Eure y Loir, en el distrito de Dreux y cantón de Dreux-Ouest.

## Demografía
| 62 | 62 | 72 | 145 | 179 | 172 |
| Para los censos de 1962 a 1999 la población legal corresponde a la población sin duplicidades (Fuente: INSEE [Consultar]) |    |    |     |     |     |